# Zastřelení Waltera Scotta
Zastřelení Waltera Scotta byl incident, který se odehrál v dubnu 2015 ve městě North Charleston v americkém státě Jižní Karolína. Šlo o konfrontaci Waltera Scotta s policistou Michaelem Slagerem, která následovala po rutinní dopravní kontrole a která vyústila v úmrtí Scotta. K události existují minimálně dva videozáznamy, jeden z palubní desky policejního vozu, druhý byl pořízen náhodným kolemjdoucím. Případ byl nezávisle vyšetřován divizí SLED (South Carolina Law Enforcement Division), FBI, úřadem státního zástupce státu Jižní Karolína a divizí lidských práv amerického ministerstva spravedlnosti.

## Pozadí události

### Walter Scott

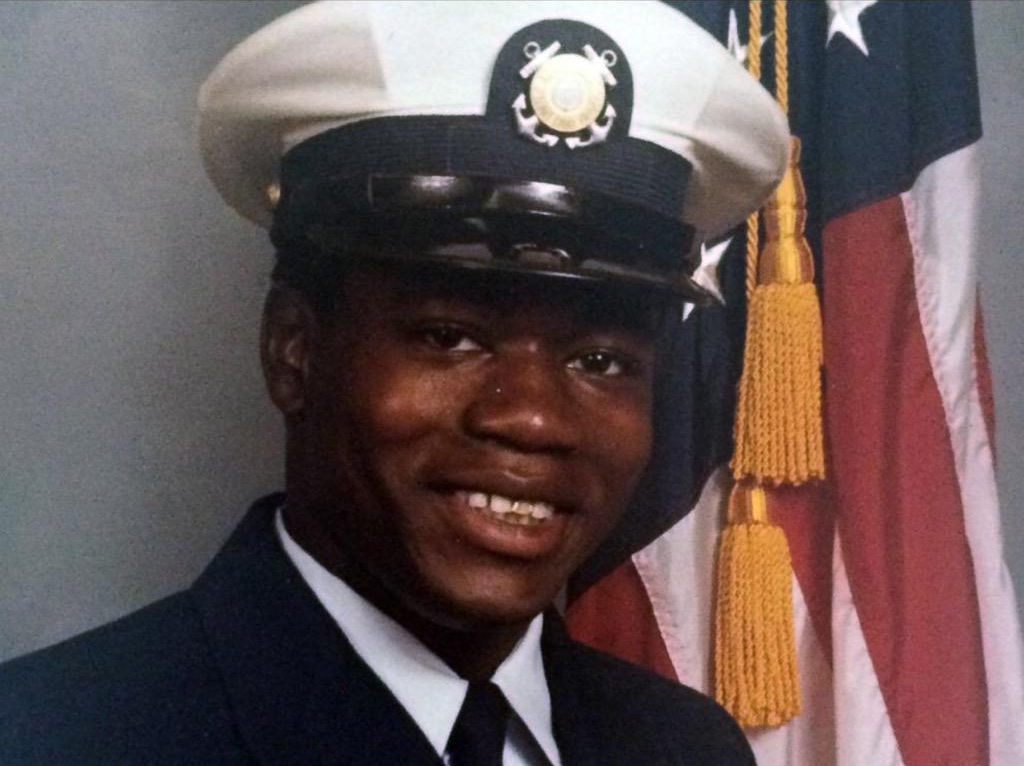
Fotografie Waltera Scotta z poloviny 80. let, kdy sloužil v ozbrojených složkách.

Walter Lamar Scott (9. února 1965 – 4. dubna 2015) byl padesátiletý Afroameričan. Zaměstnán byl jako skladník s vysokozdvižným vozíkem, učil se terapeutickou masáž. V minulosti sloužil v armádě u pobřežní hlídky, ale v roce 1986 z ní byl vyloučen v souvislosti s užíváním drog.

### Michael Slager
Michael Thomas Slager (* 14. listopad 1981), v době incidentu 33letý muž bílé pleti, sloužil v policejním oddělení města North Charleston pět let. Než se stal policejním důstojníkem, sloužil v armádě a též v pobřežní hlídce.
Slager je uveden ve dvou stížnostech zahrnující použití taseru bez důvodu, u obou směřované na muže tmavé pleti. První je ze září 2013, podle policejních záznamů pro nadměrné užití násilí, které zahrnovalo použití taseru. Obětí byl mladý Afroameričan (Mario Givens), který byl Slagerem omráčen taserem v okamžiku, kdy měl ruce nad hlavou. Po omráčení spadl a způsobil si poranění paže. Druhá stížnost je ze srpna 2014 a zahrnuje násilí ze strany Slagera a dalších policistů, které následovalo po dopravní kontrole. Pachatel/oběť v tomto případě byl Julius Garnett Wilson. Wilson odmítl vystoupit z vozu, načež z něj byl násilím vytažen a spoután. Taser byl použit poté, co Wilson již nebyl hrozbou.
Naproti tomu, osobní dokumentace popisuje Slagera jako někoho, kdo projevil „velkou bezpečnostní taktiku důstojníka“, a zejména zmiňuje jeho dovednost obsluhy taseru.

### Místo
Ve městě North Charleston žije menšina bělochů, 37 %. Naproti tomu v řadách policejního oddělení běloši tvoří 80 %. Místní občané si v minulosti opakovaně stěžovali na to, že dohled policie v oblasti se neobejde bez rasového profilování a perzekuce Afroameričanů, včetně bezdůvodného používání taserů.

## Popis události

### Dopravní kontrola
4. dubna 2015 v 9:30 Michael Thomas Slager zastavil Waltera Scotta, kvůli nefunkčnímu třetímu brzdovému světlu na jeho Mercedesu Sedan (rok výroby 1991), na parkovišti u obchodu s náhradními autodíly, do kterého Scott podle jeho bratra měl ten den namířeno. Podle záznamu z palubní kamery policejního auta Slager vystoupil ze svého auta, přešel ke Scottovi. Napůl zřetelná komunikace mezi policistou a Walterem Scottem naznačuje, že muž neměl doklady k vozidlu. Poté, co Slager řekl: „budu hned zpátky“, se vrátil ke svému automobilu, krátce po čemž Scott vyběhl (neozbrojený) pryč z auta směrem do nedalekého parku (zeleného pruhu v městské výstavbě). Slager jej pronásledoval s pokřikem „k zemi!“. Dostihl ho cestě v parku za obchodem na Rivers Avenue, kde mezi muži vypukla šarvátka. Před ní nebo při ní měl být Scott formálně zadržen a tomuto zadržení klást odpor. Na dohled k místu se v tu dobu nacházel Feidin Santana, který se incidentu nezúčastnil, ale od tohoto okamžiku jej – skrytě pro oba účastníky – začal natáčet na mobilní telefon.

### Konfrontace v parku
O okamžiku mezi záznamem z palubní desky policejního auta a samotným videem vypovídal pod přísahou Santana u soudu. Řekl, že při cestě do práce viděl utíkat černocha v zeleném tričku (Scott) a za ním policistu (Slagera). Na krátký okamžik mu utekli z dohledu, ale zaujali jeho pozornost, ale on si popoběhl, aby je opět zahlédl a začal je sledovat. Před tím, než vzal telefon a začal natáčet, viděl Waltera Scotta na zemi a policistu nad ním; též slyšel elektrické bzučení čehosi, o čem se teprve později dověděl, že se jednalo o taser. Řekl též, že před střílením měl policista situaci plně pod kontrolou, ale poté se muž zvedl a snažil se dostat z dosahu taseru. 
Video ukazuje, jak se Scott dává od policisty na útěk, zatímco policista se během cca 1,5 sekundy chopí své zbraně, během dvou dalších sekund z ní vypálí 7 střel a po další necelé sekundě poslední 8. střelu na vzdalujícího se Scotta, který poté padá na zem. Podle zprávy koronera policista zasáhl Scotta jednou střelou do ucha, druhou do pasu, ve třech případech do zad (z toho jeden smrtelný zásah, který zasáhl mužovy plíce a srdce); tři střely vypálené v dané lokaci minuly.
Ihned poté, co policista dostřílel, šel k tělu a do vysílačky řekl: „Shots fired and the subject is down. He grabbed my taser.“ („Vypáleny výstřely a podezřelý je na zemi. Vzal mi taser.“) V později vypracované zprávě Slager vypověděl, že se cítil v ohrožení života, protože mu Scott vzal jeho taser a důvod, proč na Scotta vystřelil (když se ten od něj vzdaloval), byl ten, že se „cítil ohrožen“. Feinding Santana, který natočil video incidentu, v rozhovoru pro televizi NBC uvedl, že se Scott o taser s policistou nijak nepřetahoval a v žádný okamžik se k němu nedostal.

### Po usmrcení Waltera Scotta
Poté, co se Slager přiblížil k tělu Waltera Scotta (které v tu chvíli již mělo prostřelené srdce a bylo zcela bezvládné), několikrát na něj hlasitě zvolal „dej ruce za záda!“ a následně s ním manipuloval tak, že jej převrátil na břicho a sám dal jeho paže za záda, které následně spojil policejními pouty. Poté rychle odběhl k místu, z kterého střílel, sehnul se pro menší tmavý předmět, rozměry a barvou odpovídající taseru, který na Scotta prve použil a který na tomto místě zůstal. Video v tu chvíli švenkne zpět k oběti, ke které přichází druhý policista, Clarence W. Habersham Jr. Do obrazu se opět dostává Slager a je vidět, jak daný předmět (taser) pohodí poblíž těla. Toto jeho počínání je později zkoumáno u soudu jako manipulace s důkazy. Clarence Habersham si krátce nato nasazuje lékařské rukavice a zjevně začíná zkoumat tělo. Policejní zpráva říká, že policisté provedli resuscitaci, nicméně video Feidina Santany nic takového nezaznamenalo.
Podle toxikologické zprávy Walter Scott požil kokain v množství menším než polovina dávky způsobující typickou malátnost. V automobilu Waltera Scotta měl sedět jeho spolupracovník a přítel – ten byl vzat do policejního automobilu a krátce zadržen.